# High School! Kimengumi
High School! Kimengumi (ハイスクール!奇面組?, Haisukūru! Kimengumi) è una serie manga scritta da Motoei Shinzawa e pubblicata su Weekly Shōnen Jump dal 1982 al 1987. Il titolo può essere tradotto letteralmente in Scuola superiore! Il club delle facce buffe. Furono anche prodotti una serie televisiva anime (1985–1987) e un film (1986) basati sul manga. La serie manga fu preceduta da Third Year Funny-face Club (3年奇面組?, Sannen Kimengumi) (1980–1982), e seguita da Flash! Funny-face Club (フラッシュ!奇面組?, Furasshu! Kimengumi) (2001–2005).
Kimengumi racconta le bizzarre vicende di un gruppo di studenti disadattati, dapprima alle scuole medie inferiori, e in seguito alle superiori, che formano un club scolastico conosciuto appunto come "Kimengumi". Tutti i nomi dei personaggi della serie sono dei giochi di parole. Per esempio, "Kawa Yui" è un altro modo per dire "kawaii", mentre "Uru Chie" è uno slang per dire "urusai" che significa "fastidioso" o "rumoroso".
In un sondaggio del 2006 condotto da TV Asahi, Kimengumi è stato classificato all'ottantasettesima posizione nella lista dei cento anime più amati.

## Personaggi
High School! Kimengumi ha un largo ventaglio di personaggi ricorrenti. La storia tuttavia si concentra principalmente sui cinque ragazzi del club Kimengumi e sulle due ragazze che gravitano intorno a loro.
Rei Ichidō (一堂 零?)Leader del Kimengumi e protagonista della serie. Soprannome: Mayunashi no Rei (まゆなしの零?, Rei senza sopracciglia). La sua famiglia gestisce un negozio di giocattoli, e lui vive con suo padre vedovo e con sua sorella minore. Considerato il "buffone di classe", ha la stessa ingenuità che aveva da bambino ed è visto dagli altri come piuttosto "strano". Gli ci sono voluti tre tentativi per passare gli esami della scuola superiore. Doppiato da Shigeru Chiba.
Gō Reietsu  (冷越 豪?)Membro numero 2 del Kimengumi. Soprannome: Manako no Gō (まなこの豪?, Gō Palle degli occhi). La sua famiglia gestisce un negozio di sakè e lui vive con la famiglia di suo zio. Nonostante non sia ancora in età, viene mostrato spesso ubriaco. È un grande fan del pro wrestling ed è in grado di camminare sull'acqua. Ha un animo molto gentile e non permette a nessuno di prendersi gioco dei suoi amici. Gli ci sono voluti tre tentativi per passare gli esami della scuola superiore. Doppiato da Tesshō Genda.
Kiyoshi Shusse  (出瀬 潔?)Membro del Kimengumi. Soprannome: Mukiba no Kiyoshi (むき歯の潔?, Kiyoshi denti sporgenti). La sua famiglia gestisce un bagno pubblico, cosa che gli permette di dare sfogo alla sua lussuria, potendo spesso spiare nel lato femminile dei bagni. Ciò nonostante, Kiyoshi è un puro di cuore, ed è il cervello del Kimengumi. Il suo migliore amico è Jin. Gli ci sono voluti tre tentativi per passare gli esami della scuola superiore. Doppiato da Issei Futamata.
Jin Daima  (大間 仁?)Membro del Kimengumi. Soprannome: Ebisu no Jin (えびすの仁?, Selvaggio Jin). La sua famiglia gestisce una pasticceria (un panificio nell'anime). Ama dormire e mangiare, cosa che fa spesso anche durante le lezioni. Jin è anche molto fortunato e ha ottime capacità di mimetismo. Gli ci sono voluti due tentativi per passare gli esami della scuola superiore. Doppiato da Naoki Tatsuta.
Dai Monohoshi (物星 大?)Membro del Kimengumi. Soprannome: Ochobokō no Dai (おちょぼ口の大?, Dai piccola bocca). La sua famiglia gestisce un negozio di libri. È apertamente omosessuale ed è molto femminile e debole, salvo uscire un grande coraggio all'occorrenza. Viene spesso mostrato o in lacrime o senza vestiti. Gli ci sono voluti duetentativi per passare gli esami della scuola superiore. Doppiato da Kaneto Shiozawa.
Yui Kawa (河川 唯?)La ragazza dai capelli rosa, compagna di classe dei Kimengumi. Yui si trasferisce nella loro scuola all'inizio della serie. È innamorata di Rei, ma è troppo timida per dichiararsi. Doppiata da Miki Takahashi.
Chie Uru (宇留 千絵?)La ragazza dai capelli verdi, compagna di classe dei Kimengumi e migliore amica di Yui. La sua famiglia gestisce un negozio di fiori. Ha una cotta per Gō. Doppiata da Naoko Matsui.
LassieIl cane di Rei. Prende il nome dal famoso cane Lassie, protagonista della serie di film omonima. Doppiato da Naoki Tatsuta.

## Volumi
Kimengumi è stato originariamente pubblicato in Giappone, ed è stato successivamente ristampato numerose volte. Sannen è iniziato sul numero 41 di Weekly Shōnen Jump nel 1980 ed è andato avanti sino al numero 17 nel 1982, con High School! che ha preso il suo posto a partire dal numero 18 dello stesso anno. L'ultimo capitolo di High School! è stato pubblicato sul numero 30 nel 1987, appena due mesi prima della fine della serie televisiva.
Il 1º dicembre 2000, è stato pubblicato un volume unico Return of High School! Funny-face Club (帰ってきたハイスクール!奇面組?, Kaettekita Haisukūru! Kimengumi). Il volume copre la storia delle prime due serie manga oltre che l'anime. Inoltre contiene interviste con Shinzawa e altri collegati alla serie.

### Manga
Segue una lista dei volumi del manga pubblicati delle tre serie che compongono l'universo di Kimengumi.
Third Year Funny-face Club (3年奇面組?, Sannen Kimengumi), 1980–1982, Weekly Shōnen Jump
- Tankōbon sono i volumi "standard" da collezione:
  - Volume 1, ISBN 4-08-851341-X
  - Volume 2, ISBN 4-08-851342-8
  - Volume 3, ISBN 4-08-851343-6
  - Volume 4, ISBN 4-08-851344-4
  - Volume 5, ISBN 4-08-851345-2
  - Volume 6, ISBN 4-08-851346-0
- Ristampati dalla Homesha:
  - Volume 1, ISBN 4-8342-1421-4
  - Volume 2, ISBN 4-8342-1422-2
  - Volume 3, ISBN 4-8342-1423-0
  - Volume 4, ISBN 4-8342-1424-9
- Bunkoban sono di dimensioni più piccole:
  - Volume 1, ISBN 4-08-617741-2
  - Volume 2, ISBN 4-08-617742-0
  - Volume 3, ISBN 4-08-617743-9
  - Volume 4, ISBN 4-08-617744-7

High School! Funny-face Club (ハイスクール!奇面組?, Haisukūru! Kimengumi), 1982–1987, Weekly Shōnen Jump)
- Tankōbon:
  - Volume 1, ISBN 4-08-851347-9
  - Volume 2, ISBN 4-08-851348-7
  - Volume 3, ISBN 4-08-851349-5
  - Volume 4, ISBN 4-08-851350-9
  - Volume 5, ISBN 4-08-851351-7
  - Volume 6, ISBN 4-08-851352-5
  - Volume 7, ISBN 4-08-851353-3
  - Volume 8, ISBN 4-08-851354-1
  - Volume 9, ISBN 4-08-851355-X
  - Volume 10, ISBN 4-08-851356-8
  - Volume 11, ISBN 4-08-851357-6
  - Volume 12, ISBN 4-08-851358-4
  - Volume 13, ISBN 4-08-851359-2
  - Volume 14, ISBN 4-08-851360-6
  - Volume 15, ISBN 4-08-851365-7
  - Volume 16, ISBN 4-08-851366-5
  - Volume 17, ISBN 4-08-851367-3
  - Volume 18, ISBN 4-08-851368-1
  - Volume 19, ISBN 4-08-851369-X
  - Volume 20, ISBN 4-08-851370-3
- Aizōban sono edizioni da collezionisti, maggiormente curate, con carta migliore, copertine più belle e materiale extra. In quattro volumi.
- Jump Comics Selection (Homesha):
  - Volume 1, ISBN 4-8342-1425-7
  - Volume 2, ISBN 4-8342-1426-5
  - Volume 3, ISBN 4-8342-1427-3
  - Volume 4, ISBN 4-8342-1428-1
  - Volume 5, ISBN 4-8342-1429-X
  - Volume 6, ISBN 4-8342-1430-3
  - Volume 7, ISBN 4-8342-1431-1
  - Volume 8, ISBN 4-8342-1432-X
  - Volume 9, ISBN 4-8342-1433-8
  - Volume 10, ISBN 4-8342-1434-6
  - Volume 11, ISBN 4-8342-1435-4
  - Volume 12, ISBN 4-8342-1436-2
  - Volume 13, ISBN 4-8342-1437-0
- Bunkoban:
  - Volume 1, ISBN 4-08-617745-5
  - Volume 2, ISBN 4-08-617746-3
  - Volume 3, ISBN 4-08-617747-1
  - Volume 4, ISBN 4-08-617748-X
  - Volume 5, ISBN 4-08-617749-8
  - Volume 6, ISBN 4-08-617750-1
  - Volume 7, ISBN 4-08-617751-X
  - Volume 8, ISBN 4-08-617752-8
  - Volume 9, ISBN 4-08-617753-6
  - Volume 10, ISBN 4-08-617754-4
  - Volume 11, ISBN 4-08-617755-2
  - Volume 12, ISBN 4-08-617756-0
  - Volume 13, ISBN 4-08-617757-9

Flash! Funny-face Club (フラッシュ!奇面組?, Furasshu! Kimengumi), 2001–2005, Monthly Shōnen Gangan)
- Tankōbon:
  - Volume 1, ISBN 4-7575-0735-6
  - Volume 2, ISBN 4-7575-0981-2
  - Volume 3, ISBN 4-7575-1475-1

### Anime comic
Shūeisha Jump Remix Mook collections:
- Volume 1, ISBN 4-08-106401-6
- Volume 2, ISBN 4-08-106429-6
- Volume 3, ISBN 4-08-106439-3
- Volume 4, ISBN 4-08-106487-3
- Volume 5, ISBN 4-08-106497-0
- Volume 6, ISBN 4-08-106508-X
- Volume 7, ISBN 4-08-106645-0
- Volume 8, ISBN 4-08-106656-6

## Anime
La serie televisiva Kimengumi è iniziata in Giappone il 12 ottobre 1985 alle 19:30 su Fuji Television. L'anime è andato avanti per due anni, e l'ultimo episodio, il numero ottantasei, è andato in onda il 21 settembre 1987. Negli anni successivi, la serie è stata replicata molte volte in Giappone, sul canale satellitare Animax. L'unica nazione al di fuori del Giappone ad aver trasmesso la serie è stata la Francia, dove l'anime è stato intitolato Le Collège fou, fou, fou.

### Episodi e film anime
| Nº   | Giapponese 「Kanji」 - Rōmaji                                                                               | In onda           | In onda |
| Nº   | Giapponese 「Kanji」 - Rōmaji                                                                               | Giapponese        |         |
| 1    | 「へんな顔だーいスキ でた!奇面フラッシュ」 - Hen na Kao Dāi Suki Deta! Kimen Flash                          | 12 ottobre 1985   |         |
| 2    | 「㊙いかりの正義感テスト」 - Maruhi Ikari no Seigikan Tesuto                                                | 19 ottobre 1985   |         |
| 3    | 「めざせ甲子園!?超人変態ベースボール」 - Mezase Kōshien!? Chōjin Hentai Bēsubōru                            | 26 ottobre 1985   |         |
| 4a   | 「冬休み前の試練」 - Fuyu Yasumi Mae no Shiren                                                              | 2 novembre 1985   |         |
| 4b   | 「寒中お見舞い申しあげます」 - Kanchū Omimai Mōshiagemasu                                                   | 2 novembre 1985   |         |
| 5    | 「高校一直線!もう落第はごめんだ」 - Kōkō Icchokusen! Mō Rakudai wa Gomen da                                 | 9 novembre 1985   |         |
| 6a   | 「ピッカピカ!!生徒も教師も一年生」 - Pikka Pika!! Seito mo Kyōshi mo Ichinensei                             | 7 dicembre 1985   |         |
| 6b   | 「あまのじゃくな女の午後」 - Amano Jaku na Onna no Gogo                                                     | 7 dicembre 1985   |         |
| 7    | 「ああ!!低レベル校内バスケット大会」 - Aa!! Teireberu Kōnai Basuketto Taikai                                | 14 dicembre 1985  |         |
| 8a   | 「恐怖の自転車チキンレース」 - Kyōfu no Jitensha Chikin Rēsu                                                | 21 dicembre 1985  |         |
| 8b   | 「マネしちゃいけないイタズラ電話」 - Maneshichaikenai Itazura Denwa                                         | 21 dicembre 1985  |         |
| 9a   | 「ハジのかき初め!新春カルタ大会」 - Haji no Kakizome! Shinshun Karuta Taikai                                | 4 gennaio 1986    |         |
| 9b   | 「よろしく!迷犬ラッシー!?」 - Yoroshiku! Meiken Rasshī!?                                                    | 4 gennaio 1986    |         |
| 10   | 「満月に吠えろ!オオカミ少年のジョー!!」 - Mangetsu ni Hoero! Ookami Shōnen no Jō!!                          | 11 gennaio 1986   |         |
| 11a  | 「親切心のギャグ効果」 - Shinsetsushin no Gyagu Kōka                                                        | 18 gennaio 1986   |         |
| 11b  | 「身も凍る!雪上大決戦」 - Mi mo Kooru! Setsujō Daikessen                                                    | 18 gennaio 1986   |         |
| 12   | 「世紀の校内マラソン必勝法!!」 - Seiki no Kōnai Marason Hisshōhō!!                                          | 25 gennaio 1986   |         |
| 13a  | 「ラブコメしてますか?唯ちゃん恋人募集中」 - Rabukome Shitemasu ka? Yui-chan Koibito Boshūchū                | 1º febbraio 1986  |         |
| 13b  | 「全員銭湯配置につけ!」 - Zen'in Sentō Haichi ni Tsuke                                                      | 1º febbraio 1986  |         |
| 14a  | 「男はつらいよ!?迷犬ラッシーのマドンナ争奪戦!!」 - Otoko ha Tsurai yo!? Meiken Rasshī no Madonna Sōdassen!! | 8 febbraio 1986   |         |
| 14b  | 「かってにバレンタイン」 - Katte ni Barentain                                                               | 8 febbraio 1986   |         |
| 15a  | 「ときめき千絵ちゃん早春恋愛記」 - Tokimeki Chie-chan Sōshun Ren'ai Ki                                      | 15 febbraio 1986  |         |
| 15b  | 「ライバル!春曲鈍接近」 - Raibaru! Harumage Don Sekkin                                                      | 15 febbraio 1986  |         |
| 16   | 「変態サッカー!?逆転秘技シャトルループ」 - Hentai Sakkā!? Gyakuten Higi Shatorurūpu                         | 22 febbraio 1986  |         |
| 17   | 「春一番!?純情·熱血先生がやって来た!!」 - Haru Ichiban!? Junjō Nekketsu Sensei ga Yatte Kita!!              | 1º marzo 1986     |         |
| 18a  | 「人さわがせな転入生」 - Hito Sawagase na Tennyūsei                                                         | 8 marzo 1986      |         |
| 18b  | 「奇面組スパイ大作戦」 - Kimen-gumi Supai Taisakusen                                                        | 8 marzo 1986      |         |
| 19a  | 「さらば豪くん」 - Saraba Gō-kun                                                                            | 15 marzo 1986     |         |
| 19b  | 「春の定期ヘンタイ度検査」 - Haru no Teiki Hentaido Kensa                                                   | 15 marzo 1986     |         |
| 20a  | 「お見合いゲキメツ作戦」 - Omiai Gekimetsu Sakusen                                                          | 22 marzo 1986     |         |
| 20b  | 「春休み鈍ちゃん家 ちドンチャンさわぎ!」 - Haru Yasumi Don-chan Chi Don-chan Sawagi!                        | 22 marzo 1986     |         |
| 21a  | 「迷犬ラッシー人命救助」 - Meiken Rasshī Jinmei Kyūjo                                                       | 29 marzo 1986     |         |
| 21b  | 「零クンはおじゃま虫!?」 - Rei-kun ha Ojama Mushi!                                                          | 29 marzo 1986     |         |
| 22a  | 「忠犬ラッシー物語」 - Chūken Rasshī Monogatari                                                             | 12 aprile 1986    |         |
| 22b  | 「物星大·春なのにオカマですか?」 - Monohoshi Dai: Haru na no ni Okama desu ka?                              | 12 aprile 1986    |         |
| 23a  | 「レッツ豪!席取り合戦 通学電車は今日も行く」 - Rettsu Gō! Sekitori Kassen Tsūgaku Densha ha Kyō mo Iku      | 19 aprile 1986    |         |
| 23b  | 「迷犬ラッシーのドキドキ一年生」 - Meiken Rasshī no Doki Doki Ichinensei                                    | 19 aprile 1986    |         |
| 24a  | 「大間仁おいしんぼ万才」 - Daima Jin Oishinbo Banzai                                                        | 3 maggio 1986     |         |
| 24b  | 「図書室はてんやわんや」 - Toshoshitsu ha Ten'ya Wan'ya                                                     | 3 maggio 1986     |         |
| 25a  | 「唯ちゃん恋しや転校生」 - Yui-chan Kanashi ya Tenkōsei                                                     | 10 maggio 1986    |         |
| 25b  | 「正義のスケベ出瀬潔」 - Seigi no Sukebe Shusse Kiyoshi                                                     | 10 maggio 1986    |         |
| 26   | 「6月の花嫁 伊狩せんせのハッピー結婚式」 - Rokugatsu no Hanayome Ikari-sense no Happī Kekkonshiki           | 17 maggio 1986    |         |
| 27a  | 「霧ちゃんは優等生」 - Kiri-chan ha Yūtōsei                                                                 | 24 maggio 1986    |         |
| 27b  | 「事代せんせ熱血伝」 - Jidai-sensei Nekketsuden                                                             | 24 maggio 1986    |         |
| 28a  | 「ケーキなんか大キライだ」 - Kēki nanka Dai Kirai da                                                        | 31 maggio 1986    |         |
| 28b  | 「悲惨な盲腸炎」 - Hisan na Mōchōen                                                                         | 31 maggio 1986    |         |
| 29a  | 「根性ラーメン食べるマッチ」 - Konjō Rāmen Taberu Macchi                                                    | 14 giugno 1986    |         |
| 29b  | 「モデルは金髪美人」 - Moderu ha Kinpatsu Bijin                                                             | 14 giugno 1986    |         |
| 30a  | 「つっぱり子猫物語」 - Tsuppari Koneko Monogatari                                                           | 28 giugno 1986    |         |
| 30b  | 「零くん熱烈ラブコール!?」 - Rei-kun Netsuretsu Rabukōru!?                                                  | 28 giugno 1986    |         |
| 31   | 「クラス対抗 ピチピチチャップン水泳大会」 - Kurasu Taikō Pichi Pichi Chappun Suiei Taikai                   | 5 luglio 1986     |         |
| 32a  | 「事代先生なわぬけの術」 - Jidai-sensei Nawanuke no Jutsu                                                   | -                 |         |
| 32b  | 「初恋!それとも...?モジモジ豪くん」 - Hatsukoi! Sore tomo...? Moji Moji Gō-kun                              | -                 |         |
| 33   | 「全員出席せよ·水着も光る夏の臨海学校」 - Zen'in Shussekise yo · Mizugi mo Hikaru Natsu no Rinkai Gakkō     | -                 |         |
| 34a  | 「夏休みズボラ日記」 - Natsu Yasumi Zubora Nikki                                                            | 2 agosto 1986     |         |
| 34b  | 「納涼ヘンタイ花火大会」 - Nōryō Hentai Hanabi Taikai                                                       | 2 agosto 1986     |         |
| 35a  | 「夏休みいなか体験旅行」 - Natsu Yasumi naka Taiken Ryokō                                                   | 9 agosto 1986     |         |
| 35b  | 「お祭り好きたちの夜」 - Omatsuri Suki-tachi no Yoru                                                        | 9 agosto 1986     |         |
| 36   | 「キャンプでドッキリ!!夏の思い出づくり」 - Kyanpu de Dokkiri!! Natsu no Omoide Zukuri                       | 20 agosto 1986    |         |
| 37a  | 「落とし物!拾う勇気に届ける勇気」 - Otoshimono! Hirō Yūki ni Todokeru Yūki                                  | 27 agosto 1986    |         |
| 37b  | 「ロケ隊がやって来た!」 - Roketai ga Yattekita!                                                             | 27 agosto 1986    |         |
| 38a  | 「お慕いします事代先生」 - Oshitaishimasu Jidai-sensei                                                      | 9 agosto 1986     |         |
| 38b  | 「恒例!?秋の防災訓練」 - Kōrei!? Aki no Bōsai Kunren                                                        | 9 agosto 1986     |         |
| 39   | 「魔女VS魔男·決死のバレー大会」 - Majo VS Maotoko: Kesshi no Barē Taikai                                    | 13 settembre 1986 |         |
| 40a  | 「学園祭変態バザール」 - Gakuensai Hentai Bazāru                                                            | 20 settembre 1986 |         |
| 40b  | 「ラッシーは野球犬」 - Rasshī ha Yakyūken                                                                   | 20 settembre 1986 |         |
| 41a  | 「奇面組入門テスト」 - Kimengumi Nyūmon Tesuto                                                              | 27 settembre 1986 |         |
| 41b  | 「災難レストラン」 - Sainan Resutoran                                                                       | 27 settembre 1986 |         |
| 42   | 「うれし!はずかし!秋のビックリ運動会」 - Ureshi! Hazukashi! Aki no Bikkuri Undōkai                          | 11 ottobre 1986   |         |
| 43a  | 「伝説の英雄ヒーロー·母校へ帰る」 - Densetsu no Hīrō Bokō he Kaeru                                          | 18 ottobre 1986   |         |
| 43b  | 「世紀の対決!釣り師VS巨大魚」 - Seiki no Taiketsu! Tsurishi VS Kyodai Sakana                                | 18 ottobre 1986   |         |
| 44a  | 「哀愁の潔くん」 - Aishū no Kiyoshi-kun                                                                     | 25 ottobre 1986   |         |
| 44b  | 「青春という名のピンナップ」 - Seishun to Iu Na no Pinnappu                                                 | 25 ottobre 1986   |         |
| 45   | 「おいでやす!京都·奈良への修学旅行」 - Oide yasu! Kyoto · Nara he no Shūgaku Ryokō                          | 1º novembre 1986  |         |
| 46a  | 「怒りの赤バット」 - Ikari no Aka Batto                                                                     | 8 novembre 1986   |         |
| 46b  | 「毎度おさわがせ身体検査」 - Maido Osawagase Karada Kensa                                                   | 8 novembre 1986   |         |
| 47a  | 「過去との遭遇 今よみがえる幻の...」 - Kako to no Sōgū Ima Yomigaeru Maboroshi no...                        | 15 novembre 1986  |         |
| 47b  | 「みんな一緒に七五三」 - Minna Issho ni Shichigosan                                                         | 15 novembre 1986  |         |
| 48a  | 「悲しき窓辺の少女」 - Kanashiki Madobe no Shōjo                                                            | 22 novembre 1986  |         |
| 48b  | 「一発勝負のヤミ鍋大会」 - Ippatsu Shōbu no Yami Nabe Taikai                                                | 22 novembre 1986  |         |
| 49a  | 「だまし、だまされ㊙どっきりカメラ」 - Damashi, Damasare Maruhi Dokkiri Kamera                              | 29 novembre 1986  |         |
| 49b  | 「人のクセみて七クセなおせ」 - Hito no Kuse Mite Shichi Kuse Naose                                          | 29 novembre 1986  |         |
| 50a  | 「犬に小判」 - Inu ni Koban                                                                                 | 6 dicembre 1986   |         |
| 50b  | 「唯ちゃんのビックリ誕生日」 - Yui-chan no Bikkuri Tanjōbi                                                  | 6 dicembre 1986   |         |
| 51a  | 「オネショは誰だ」 - Onesho ha Dare da                                                                      | 13 dicembre 1986  |         |
| 51b  | 「当たれ福引きハワイ旅行」 - Atare Fukubiki Hawai Ryokō                                                     | 13 dicembre 1986  |         |
| 52a  | 「不運な勧誘員」 - Fūn na Kan'yūin                                                                          | 20 dicembre 1986  |         |
| 52b  | 「きよしこの夜 メルヘンサンタがやって来た」 - Kiyoshiko no Yoru Meruhen Santa ga Yattekita                  | 20 dicembre 1986  |         |
| 53a  | 「技ありっ!新年とんだタコあげ大会」 - Waza Ari'! Shinnen Tonda Takoage Taikai                               | 3 gennaio 1987    |         |
| 53b  | 「お手がら三人組」 - Otegara Sanningumi                                                                     | 3 gennaio 1987    |         |
| 54a  | 「新春がまん大会」 - Shinshun Gaman Taikai                                                                  | 10 gennaio 1987   |         |
| 54b  | 「意地の張り合い外食デー」 - Iji no Kiriai Gaishoku Dē                                                      | 10 gennaio 1987   |         |
| 55   | 「ゲレンデ·シュプール 白い雪スキー合宿特訓」 - Gerende Shupu-ru Shiroi Yuki Sukī Gasshuku Tokkun            | 17 gennaio 1987   |         |
| 56a  | 「イヤイヤ家庭訪問」 - Iya Iya Katei Hōmon                                                                  | 24 gennaio 1987   |         |
| 56b  | 「スケート場大パニック」 - Sukētoba Dai Panikku                                                             | 24 gennaio 1987   |         |
| 57a  | 「おねむり仁くん」 - Onemuri Jin-kun                                                                        | 31 gennaio 1987   |         |
| 57b  | 「激突ヘンタイ·ボーリング」 - Gekitotsu Hentai Bōringu                                                      | 31 gennaio 1987   |         |
| 58a  | 「潔くんのくどき方教室」 - Kiyoshi-kun no Kudokikata Kyōshitsu                                              | 7 febbraio 1987   |         |
| 58b  | 「トラガリ豪くん」 - Toragari Gō-kun                                                                        | 7 febbraio 1987   |         |
| 59a  | 「お予知になって大くん」 - Oyochi ni Natte Dai-kun                                                          | 14 febbraio 1987  |         |
| 59b  | 「はた迷惑で商売繁昌」 - Hatameiwaku de Shōbai Hanjō                                                        | 14 febbraio 1987  |         |
| 60   | 「名犬ラッシーのシンデレラ物語」 - Meiken Rasshī no Shinderera Monogatari                                   | 21 febbraio 1987  |         |
| 61a  | 「零くんのルス番日記」 - Rei-kun no Rusuban Nikki                                                           | 28 febbraio 1987  |         |
| 61b  | 「霧ちゃんのひなまつり」 - Kiri-chan no Hinamatsuri                                                         | 28 febbraio 1987  |         |
| 62   | 「がんばれ!ロボットくん」 - Ganbare! Robotto-kun                                                            | 7 marzo 1987      |         |
| 63a  | 「遅刻ワースト記録を阻止せよ!」 - Chikoku Wāsuto Kiroku o Soshise yo!                                       | 14 marzo 1987     |         |
| 63b  | 「うしろゆびさされ組の卒業式ジャック」 - Ushiroyubi Sasaregumi no Sotsugyōshiki Jakku                       | 14 marzo 1987     |         |
| 64   | 「柔道入門·強い相手に必ず勝つ方法!?」 - Jūdō Nyūmon · Tsuyoi Aite ni Kanarazu Katsu Hōhō!?                  | 21 marzo 1987     |         |
| 65   | 「お花見でお見合い·一日一善の初恋談義」 - Ohanabi de Omiai · Ichinichi Ichizen no Hatsukoi Dangi            | 28 marzo 1987     |         |
| 66   | 「春らんまん·新入生歓迎会は 大パニック!」 - Haru Ranman · Shin Nyūsei Kangeikai ha Dai Panikku!             | 11 aprile 1987    |         |
| 67a  | 「あきれた風紀委員団」 - Akireta Fūkiiindan                                                                 | 18 aprile 1987    |         |
| 67b  | 「度胸だめしで男の証明」 - Dokyō Dameshi de Otoko no Shōmei                                                 | 18 aprile 1987    |         |
| 68a  | 「汗と涙のチャリティーバザー」 - Ase to Namida no Charitī Bazā                                              | 25 aprile 1987    |         |
| 68b  | 「悲惨な給料日」 - Hisan na Kyūryōbi                                                                        | 25 aprile 1987    |         |
| 69a  | 「サーブで勝負!ピンポンボーイ」 - Sābu de Shōbu! Pin Pon Bōi                                                | 2 maggio 1987     |         |
| 69b  | 「子供の日·一平クンと背くらべ」 - Kodomo no Hi · Ippei-kun to Somukurabe                                    | 2 maggio 1987     |         |
| 70a  | 「大変身!!迫力唯ちゃん」 - Taihen Mi!! Hakuryoku Yui-chan                                                   | 16 maggio 1987    |         |
| 70b  | 「スケバンあまのじゃく」 - Sukeban Amano Jakku                                                              | 16 maggio 1987    |         |
| 71a  | 「唯ちゃんの細腕繁昌記」 - Yui-chan no Hosōde Banjōki                                                       | 23 maggio 1987    |         |
| 71b  | 「ラッシーの愛情測定」 - Rasshī no Aijō Sokutei                                                             | 23 maggio 1987    |         |
| 72a  | 「あわれ!ハイスクールジャック」 - Aware! Haisukūru Jakku                                                    | 30 maggio 1987    |         |
| 72b  | 「奇面組ニューリーダーは誰だ!」 - Kimengumi Nyū Rīdā Dare da!                                               | 30 maggio 1987    |         |
| 73a  | 「恐怖のカビ怪人」 - Kyōfu no Kabi Kaijin                                                                   | 6 giugno 1987     |         |
| 73b  | 「唯ちゃんのときめきテニス」 - Yui-chan no Tokimeki Tenisu                                                  | 6 giugno 1987     |         |
| 74a  | 「悲しき!?少年剣士」 - Kanashiki!? Shōnen Kishi                                                             | 13 giugno 1987    |         |
| 74b  | 「珍記録スポーツテスト」 - Chinkiroku Supōtsu Tesuto                                                        | 13 giugno 1987    |         |
| 75a  | 「鈍組スカウト大作戦」 - Dongumi Sukauto Taisakusen                                                         | 20 giugno 1987    |         |
| 75b  | 「父の日の㊙プレゼント」 - Chichi no Hi no Maruhi Purezento                                                 | 20 giugno 1987    |         |
| 76a  | 「なんてったって千絵ちゃん」 - Nantettatte Chie-chan                                                        | 27 giugno 1987    |         |
| 76b  | 「お使いラッシー」 - Otsukai Rasshī                                                                         | 27 giugno 1987    |         |
| 77   | 「野性の少女·エルザが街にやってきた」 - Yasei no Shōjo · Eruza ga Michi ni Yattekita                        | 4 luglio 1987     |         |
| 78   | 「悩みバクハツ·父になったラッシー」 - Nayami Bakuhatsu · Chichi ni Natta Rasshī                             | 11 luglio 1987    |         |
| 79a  | 「事代先生の宝クジ騒動」 - Jidai-sensei no Takarakuji Sōdō                                                  | 25 luglio 1987    |         |
| 79b  | 「人気教師ベストテン」 - Ninki Kyōshi Besuto Ten                                                            | 25 luglio 1987    |         |
| 80a  | 「スイカがこわい」 - Suika ga Kowai                                                                         | 1º agosto 1987    |         |
| 80b  | 「ラッシーの恋愛騒動記」 - Rasshī no Ren'ai Sōdōki                                                          | 1º agosto 1987    |         |
| 81   | 「オバケでびっくり!どろぼーもドッキリ!」 - Obake de Bikkuri! Dorobō mo Dokkiri!                             | 15 agosto 1987    |         |
| 82a  | 「霧ちゃんのすて猫物語」 - Kiri-chan no Suteneko Monogatari                                                 | 22 agosto 1987    |         |
| 82b  | 「ばあやさんの家出」 - Baayasan no Iede                                                                     | 22 agosto 1987    |         |
| 83a  | 「唯ちゃんの麦わら帽子」 - Yui-chan no Mugiwara Bōshi                                                       | 29 agosto 1987    |         |
| 83b  | 「大くんを男らしく」 - Dai-kun wo Otoko Rashiku                                                             | 29 agosto 1987    |         |
| 84   | 「決闘!三重の塔·珍拳勝負!!」 - Kettō! Sanjū no Tō · Chinken Shōbu!!                                         | 12 settembre 1987 |         |
| 85   | 「緊急指令!全員集合せよ!!」 - Kinkyū Shirei! Zen'in Shūgō seyo!!                                            | 19 settembre 1987 |         |
| 86   | 「一応高の人気ものひょうきん奇面組解散」 - Ichio-kō no Ninki mo no Hyōkin Kimengumi Kaisan                  | 26 settembre 1987 |         |
| Film | 「ハイスクール!奇面組」 - Haisukūru! Kimengumi                                                              | 12 luglio 1986    |         |

### Colonna sonora
Sigle di apertura
1. Ushiroyubi Sasaregumi cantata da Ushiroyubi Sasaregumi & Onyanko Club (eps 1-23)
2. Zou-san no Scanty cantata da Ushiroyubi Sasaregumi (eps 24-36)
3. Nagisa no 「・・・・・」 (Kagikakko) cantata da Ushiroyubi Sasaregumi (eps 37-49)
4. Wazaari! cantata da Ushiroyubi Sasaregumi (eps 50-59)
5. Kashiko cantata da Ushiroyubi Sasaregumi (eps 60-65)
6. Toki no Kawa o Koete cantata da Ushirogami Hikaretai (eps 66-78)
7. Anata o Shiritai cantata da Ushirogami Hikaretai (eps 79-86)

Insert songs
1. Abunai Sa·ka·na cantata da Ushiroyubi Sasaregumi
2. Watashi ha Chie no Wa (Puzzling) cantata da Ushiroyubi Sasaregumi
3. Nakuko mo Warau Kimengumi

Sigle di chiusura
1. Jogakusei no Ketsui cantata da Ushiroyubi Sasaregumi & Onyanko Club (eps 1-8)
2. Banana no Namida cantata da Ushiroyubi Sasaregumi & Onyanko Club (eps 9-23)
3. Nekojita-gokoro mo Koi no uchi cantata da Ushiroyubi Sasaregumi (eps 24-36)
4. Not Only ★ But Also cantata da Ushiroyubi Sasaregumi (eps 37-49)
5. Chotto Karai Aitsu cantata da Musukko Club (eps 50-59)
6. Pythagoras o Buttobase cantata da Ushiroyubi Sasaregumi (eps 60-65)
7. Ushirogami Hikaretai cantata da Ushirogami Hikaretai (eps 66-78)
8. Tatsu Tori Ato o Nigosazu cantata da Ushirogami Hikaretai (eps 79-86)

### Video
Kimengumi è stato pubblicato in DVD in Giappone in due differenti box set. Il film è stato distribuito come parte del secondo box set nel 2008.
High School! Kimengumi DVD Box 1
Pioneer LDC, 2001-05-25
High School! Kimengumi DVD Box 2
Pioneer LDC, 2001-07-25
High School! Kimengumi DVD Box 3
Pioneer LDCA, 2001-09-21
High School! Kimengumi Complete DVD Box 1
E-Net Frontier, 2007-12-21
High School! Kimengumi Complete DVD Box 2
E-Net Frontier, 2008-02-22

## Videogiochi
Esiste un gioco da tavola tradizionale, basato sulla serie e intitolato High School! Kimengumi Game, pubblicato dalla Bandai. Inoltre sono stati pubblicati tre videogiochi:
- High School! Kimengumi, un videogioco d'avventura per MSX 2.
- High School! Kimengumi, una conversione per Sega Master System del gioco per MSX 2[5]
- High School! Kimengumi: The Table Hockey per PlayStation[6]

Esiste anche una serie di giochi pachinko basati sulla serie e prodotti dalla Maruhon